# Xenolytus substriatus
Xenolytus substriatus är en stekelart som beskrevs av Henry Keith Townes, Jr. 1983. Xenolytus substriatus ingår i släktet Xenolytus och familjen brokparasitsteklar. Arten är reproducerande i Sverige. Inga underarter finns listade i Catalogue of Life.